# Etnias de Yibuti

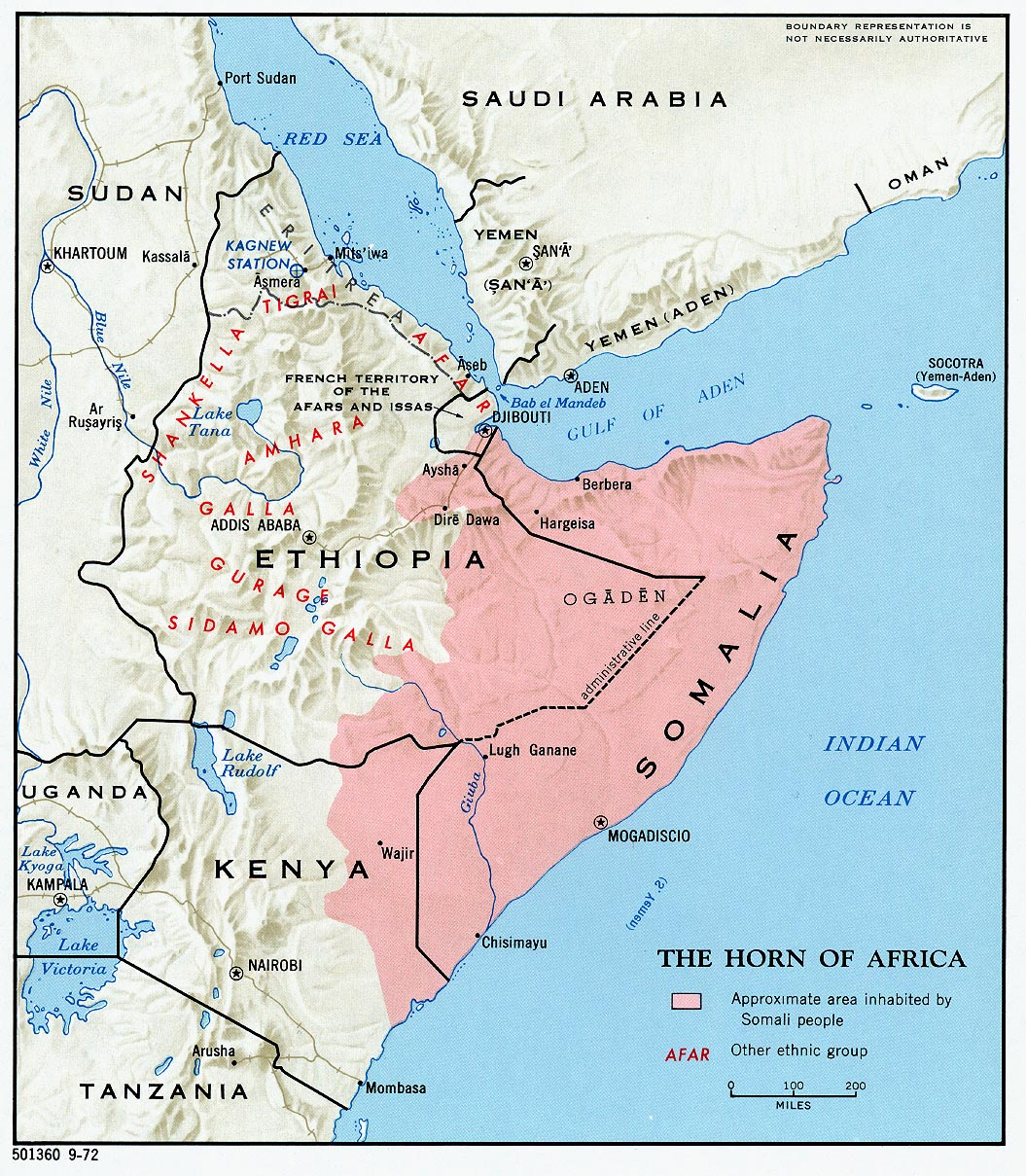
Región geográfica habitada por la etnia somalí

En Yibuti, los dos grupos étnicos más importante son los afar (35%) y los somalíes (60%). El resto (5%) está formado por árabes, etíopes y europeos, la mayor parte de origen italiano y francés. La tasa de crecimiento es de un 1,5% anual ( i hab. más cada 37 minutos), con una media de 2,6 hijos por mujer, mucho menor que los países vecinos. Según Joshua Project, habría una decena de grupos étnicos distintos en Yibuti: afar (más de 300.000); somalíes, la mayor parte del clan issa (537.000); árabes yemeníes (86.000), sudasiáticos en general (1900); chinos (1.700), franceses (2700); tigre (1700), tigriña (700) y árabes omaníes (500).

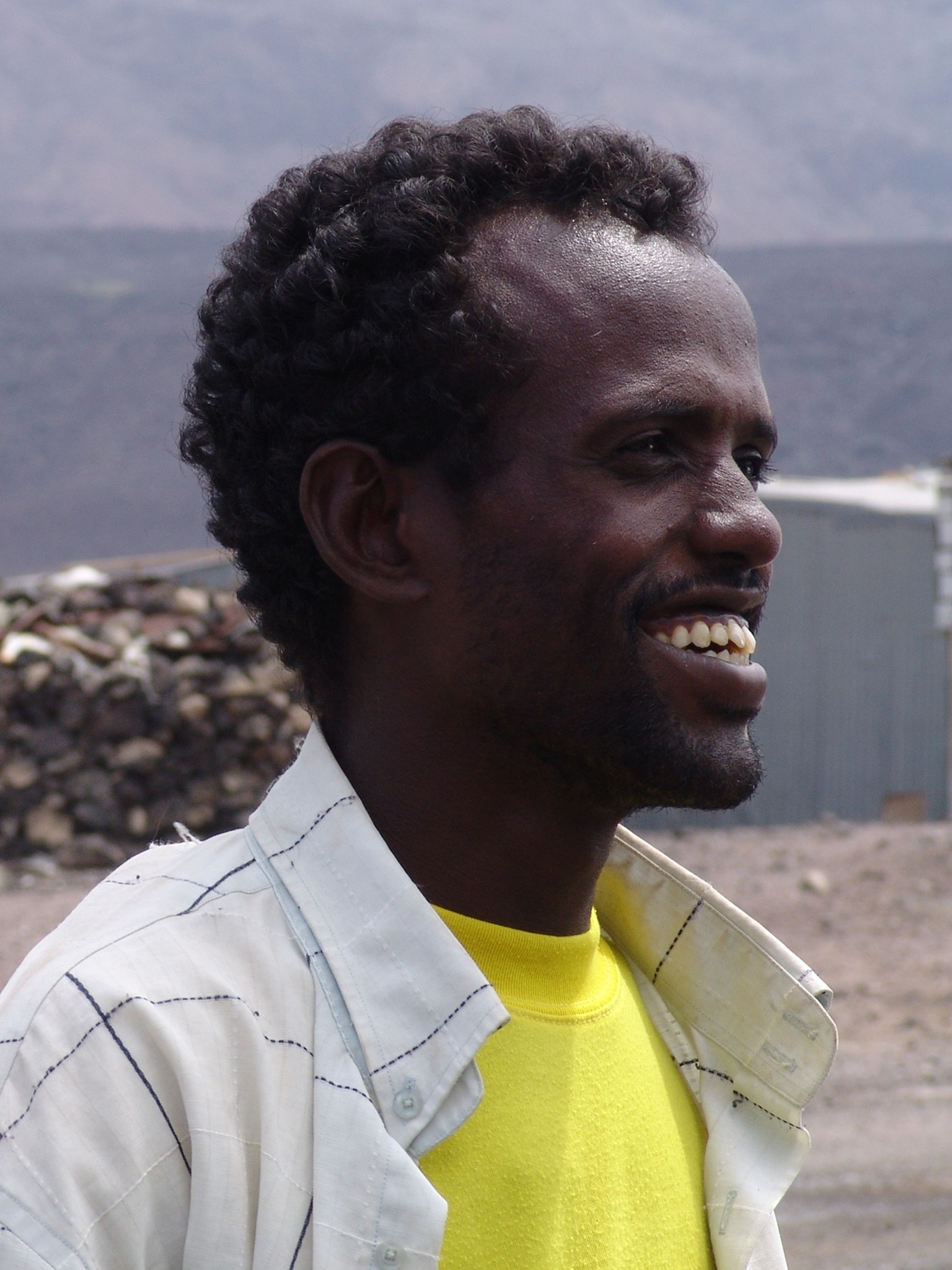
Hombre afar en Yibuti, cerca del lago Assal

En Yibuti había, en 2019, unos 978.200 habitantes, con una densidad de 37 hab/km². Según la CIA, en 2018 había 884.017 hab.

## Grupos étnicos
Los somalíes son un grupo étnico complejo distribuido por siete países del cuerno de África y el Oriente Próximo. Tienen una lengua común de la rama cusita de la familia afroasiática. Su nombre deriva de so maal, que significa "ve a ordeñar una vaca por ti mismo". Entre los siglos XIV y XVI, se convierten al islam influenciados por los árabes y empiezan su expansión por los territorios que ocupan hoy. La sociedad somalí se basa en la familia nuclear, el marido, la mujer y los niños, además de un rebaño, de cabras, ovejas y algunos camellos a los que ordeñan. Varias familias forman el llamado rer, grupo de parentesco o clan, y varios de ellos forman una unidad social en la que hay un jefe nombrado por un grupo de ancianos. La escasez de recursos ha hecho que muchos somalíes se hayan visto envueltos en conflictos sangrientos entre tribus y clanes vecinos. La concepción del islam de los nómadas se ve dominada por la adoración de los ancestros. Por otro lado, en las zonas urbanas, donde la práctica del islam es más intensa, los somalíes actúan como intermediarios entre el mundo árabe y los pastores nómadas del interior.
La mayor parte de los que viven en Yibuti pertenecen al clan dir, uno de cuyos miembros fundó el subclan de los issa, al que pertenecen la mayoría. Los issa son la mayoría de la población en las seis ciudades más importantes de Yibuti: Yibuti, Ali Sabieh, Arta, Dikhil, Holhol, Ali Adde y Assamo. El ancestro de los issa como parte del clan dir es Irir, uno de los hijos de Samale. Son más de la mitad de la población de Yibuti, pero también son numerosos en la Región Somalí (antes Ogaden) de Etiopía, en lo que sería Somalilandia. 

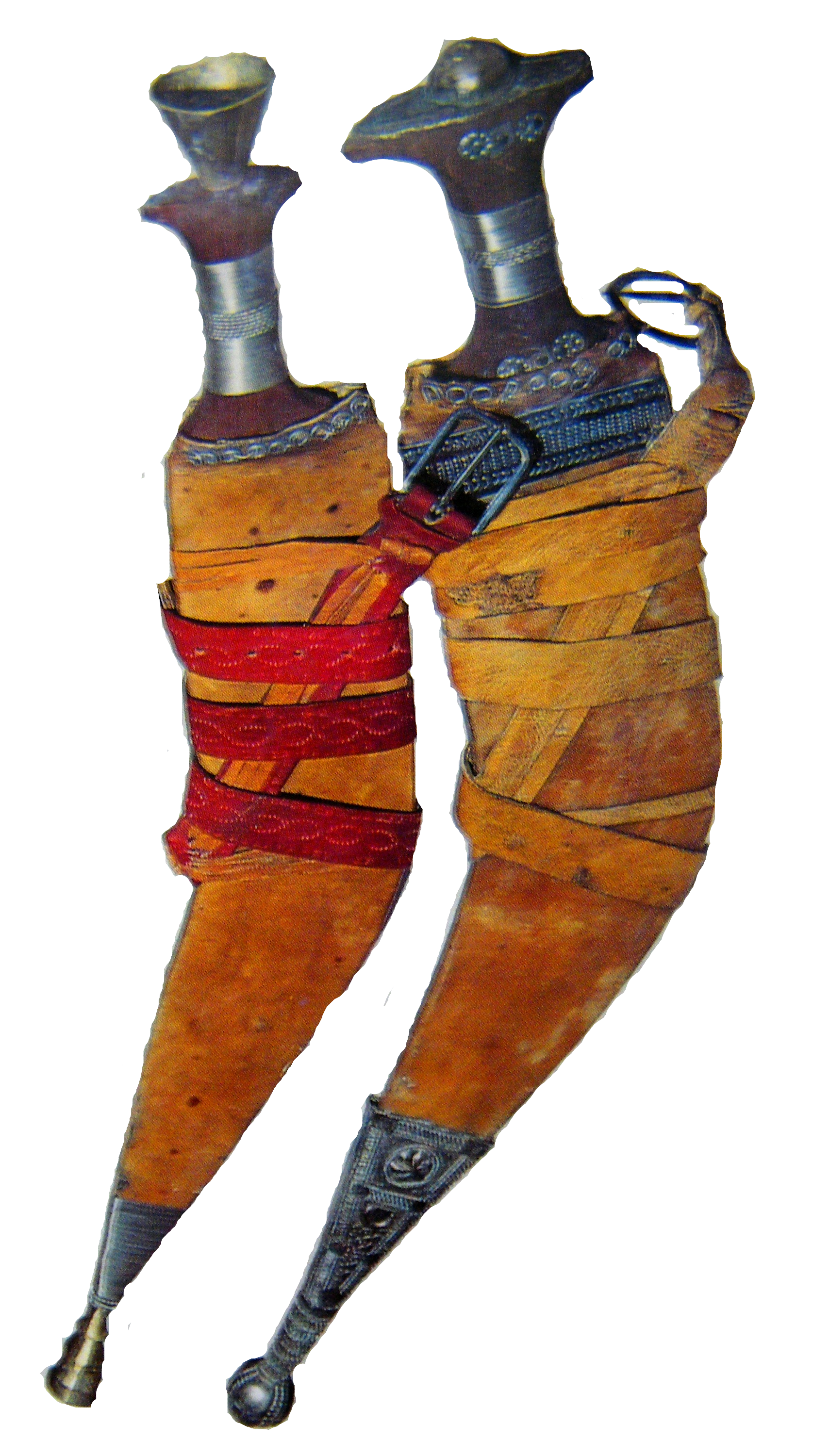
El jile, el tradicional cuchillo curvo de los afar.

Otro subclan de los dir somalíes presente en Yibuti es el de los gadabuursi, al norte de Yibuti, en la región de Awdal y en los distritos 4 y 5 de Yibuti (ciudad). Estos son descendientes del jeque Samaroon, como los issa lo eran del jeque Issa. Son predominantemente agricultores y pastores sedentarios, combinando el cuidado de los rebaños con el cultivo de los cereales. También viven en Somalilandia.
Los afar, también conocidos como danakiles, viven en la región Afar de Etiopía, en el sur de Eritrea y en el norte de Yibuti. Hablan el idioma afar. Tradicionalmente, estaban organizados en reinos independientes con su sultán propio cada uno. Después de varios intentos revolucionarios (Afar Revolutionary Democratic Unity Front y Afar Liberation Front) se han establecido en torno al desierto de Danakil, de ahí su nombre de danakiles, y en las cercanías en el norte de Yibuti. Son musulmanes de la escuela Shafi'i sunita. Están organizados en clanes familiares liderados por ancianos de dos clases: los asaimara o rojos, que son la clase política dominante, y los adoimara o blancos, que son la clase obrera y viven en las montañas Mabla, al norte de la región de Obock y en la de Tadjoura, en Yibuti. Son ante todo ganaderos, crían camellos pero también ovejas, cabras y vacas, aunque la degradación del terreno obliga a muchos a convertirse en obreros agrícolas migrantes. Como son guerreros por tradición, llevan un cuchillo curvo, el jile. También son tradicionalmente quienes comerciaban con la sal del desierto, aunque recientemente se han implicado también los tigray.

## Perfil demográfico

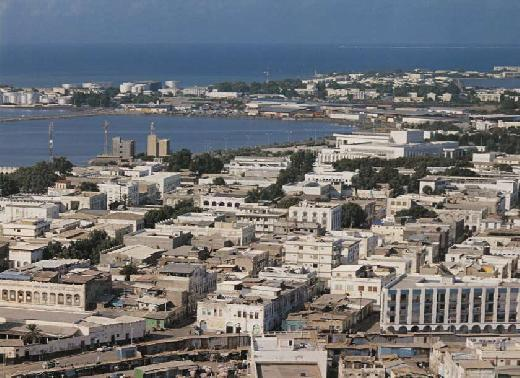
Vista de Yibuti capital

En 1997, el territorio francés de los afars y de los issa se convierte en Yibuti. Hasta 1999, se instala en el poder Hassan Gouled Aptidon. Una guerra civil entre los afar y los issa acaba en 2001. Desde 1999, el presidente es Ismail Omar Guelleh, cuyo cuarto mandato se inicia en 2016. Yibuti es pobre, más del 75% de la población vive en ciudades, la mayor parte (más de 600.000) en Yibuti capital. Debido a las recurrentes sequías e inundaciones, más del 80% de los alimentos son importados. Sin embargo, debido a su estabilidad política en un entorno complicado, Yibuti es un paso clave para los emigrantes y solicitantes de asilo de los estados del Golfo y alrededores. Cada año, cientos de miles de emigrantes, procedentes de Etiopía y Somalia sobre todo, viajan a través del Yibuti, principalmente al puerto de Obock, para cruzar el mar rumbo a Yemen. Debido al conflicto yemení, el flujo se ha invertido, y en 2017, solo en agosto, ya eran 20.000 los refugiados yemeníes que entraban en Yibuti, aunque se dirigen a la capital sin registrarse antes que acceder a uno de los tres campos de refugiados que hay en el país, donde se albergan mayormente somalíes y algunos etíopes y eritreos.

### Refugiados
En enero de 2019 había en Yibuti 29.214 refugiados, 12.827 somalíes, 10.519 etíopes, 4.916 yemeníes y 884 eritreos. Los tres campos de refugiados en Yibuti son Obock (1500 personas en 2017,ante todo, etíopes), Ali Addeh (10.700 personas en 2017, ante todo, somalíes) y Holl Holl (1700 personas en 2017, ante todo, somalíes). El número de refugiados varía constantemente; en 2018, había en Holl Holl 5000 refugiados.